# Jean Seberg
Jean Seberg (Marshalltown (Iowa), 13 de noviembre de 1938 - París, 30 de agosto de 1979) fue una actriz estadounidense, recordada por su participación en numerosas películas, entre ellas: Saint Joan (1957), Bonjour Tristesse (1958), À bout de souffle (1960) y Lilith (1964). Es un icono de la nouvelle vague francesa.
Seberg falleció a los 40 años en París, víctima de una sobredosis de barbitúricos; la policía determinó que la actriz se suicidó pero otras fuentes determinan este último hecho como "dudoso". Seberg es conocida también por ser una de las víctimas más mediáticas del Programa de Contrainteligencia del FBI, como una represalia por su apoyo a distintos grupos de derechos civiles durante los años 1960, por estas razones se duda sobre su muerte.

## Biografía
Jean Dorothy Seberg nació el 13 de noviembre de 1938 en Marshalltown (Iowa), hija de Dorothy Arline (de soltera, Benson), maestra sustituta, y Edward Waldemar Seberg, farmacéutico. Su familia era luterana y de ascendencia sueca, inglesa y alemana. Su abuelo paterno, Edward Carlson, llegó a los Estados Unidos en 1882 y observó que "hay demasiados Carlson en el Nuevo Mundo" por lo que cambió el apellido de la familia a Seberg en memoria del agua y las montañas de Suecia. Seberg tenía una hermana, Mary-Ann, y dos hermanos: Kurt y David, el menor de los cuales murió en un accidente automovilístico a la edad de 18 años en 1968. En Marshalltown, Seberg cuidó a Mary Supinger, unos ocho años menor que ella, quien se convirtió en actriz de teatro y cine como Mary Beth Hurt. Después de la secundaria, Seberg se matriculó en la Universidad de Iowa para estudiar arte dramático.

## Carrera cinematográfica

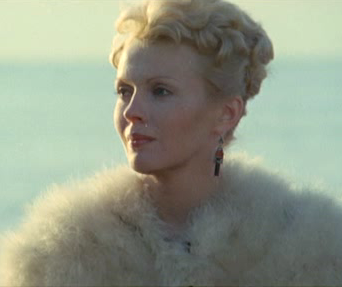
Fotograma de la película Camorra (1972).

### Con Otto Preminger
Seberg hizo su debut cinematográfico en el papel principal de Juana de Arco en Saint Joan (1957), basada en la obra de George Bernard Shaw, habiendo sido elegida entre 18.000 aspirantes por el director Otto Preminger en una búsqueda de talentos para la cual se recibieron ofertas de 18.000 candidatas. 
Cuando fue elegida el 21 de octubre de 1956, la única experiencia de actuación de Seberg había sido una sola temporada de actuaciones en representaciones de verano. La película generó mucha publicidad, pero Seberg comentó que estaba "avergonzada por toda la atención". A pesar del gran revuelo, calificado en la prensa de "experimento Pigmalión", tanto la película como Seberg recibieron malas críticas.
Su segunda colaboración con Preminger fue Bonjour Tristesse (1958), adaptación de la exitosa novela de Françoise Sagan.
Seberg renegoció su contrato con Preminger y firmó un contrato a largo plazo con Columbia Pictures. Preminger tenía la opción de usarla en otra película, pero nunca más trabajaron juntos. Su primera película en Columbia fue la exitosa comedia Un golpe de gracia (1959), protagonizada por Peter Sellers.

### Carrera francesa
Apareció como la protagonista femenina en À bout de souffle de Jean-Luc Godard como Patricia Franchini, coprotagonizada por Jean-Paul Belmondo. La película se convirtió en un gran éxito internacional y los críticos elogiaron la actuación de Seberg; El crítico de cine y director François Truffaut incluso la aclamó como "la mejor actriz de Europa". Gracias a esto se convirtió en una musa de la Nouvelle Vague.
De regreso a los Estados Unidos, hizo otra película para Columbia, Let No Man Write My Epitaph (1960). En Francia, después de aparecer en Time Out for Love (Les grandes personnes, 1961), Seberg asumió el papel principal en el debut como director de François Moreuil, Love Play (La Recréation, también 1961). Siguió con Five Day Lover (L'amant de cinq jours, 1962), Congo vivo (1962) e In the French Style (1962), una película franco-estadounidense protagonizada por Stanley Baker estrenada a través de Columbia. También apareció en la película antológica Los estafadores más bellos del mundo (Les plus belles escroqueries du monde, 1963) y A escape libre (Échappement libre, 1964), que la reunió con Jean-Paul Belmondo.
Seberg protagonizó junto a Warren Beatty la película estadounidense Lilith (1964) de Robert Rossen para Columbia, que llevó a los críticos a reconocer a Seberg como una actriz seria. Regresó a Francia para hacer Diamonds Are Brittle (Un milliard dans un billard, 1965).

### Regreso a Hollywood
A finales de la década de 1960, Seberg pasaba cada vez más tiempo en Hollywood. Moment to Moment (1965) se filmó principalmente en Los Ángeles; sólo una pequeña parte de la película se rodó en la Costa Azul francesa. En Nueva York actuó en A Fine Madness (1966) con Sean Connery y bajo la dirección de Irvin Kershner.
Después de hacer Pendulum (1969), Seberg apareció en su única película musical, La leyenda de la ciudad sin nombre (Paint your wagon, 1969), basada en el musical teatral de Lerner y Loewe y coprotagonizada por Lee Marvin y Clint Eastwood. Su voz de canto fue doblada por Anita Gordon. Seberg también protagonizó la película Aeropuerto (Airport, 1970) que dio origen al subgénero de "películas de catástrofes" popular en los años 1970.

### Carrera posterior
Seberg fue la primera opción de François Truffaut para el papel central de Julie en La noche americana (La Nuit américaine, 1973) pero, después de varios intentos infructuosos de contactar con ella, se rindió y eligió a la actriz británica Jacqueline Bisset en su lugar.
La última aparición de Seberg en una película estadounidense fue en la película para televisión Mousey (1974). Permaneció activa durante la década de 1970 en el cine europeo, apareciendo en Bianchi cavalli d'Agosto (White Horses of Summer) (1975), El gran delirio (Le Grand Délire, 1975, con su esposo Dennis Berry) y Die Wildente (1976, basada en El pato silvestre, de Ibsen).

## Operación COINTELPRO del FBI

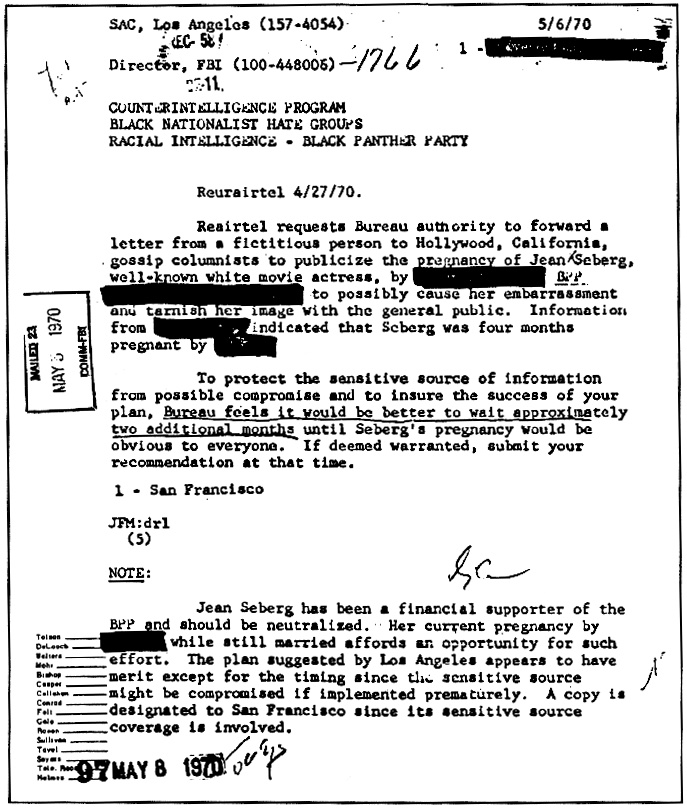
Un documento de COINTELPRO que describe los planes del FBI para 'neutralizar' a Jean Seberg por su apoyo al Partido Pantera Negra.

A fines de la década de 1960, Seberg brindó apoyo financiero a grupos que apoyaban los derechos civiles, como la NAACP, así como a grupos escolares de nativos americanos como los Meskwaki Bucks en el asentamiento de Tama cerca de su ciudad natal de Marshalltown, para quienes compró uniformes de baloncesto. Como parte de sus 'trucos sucios' dirigidos a los grupos de liberación negra y pacifistas, que comenzaron en 1968, el FBI se enteró de varios obsequios que Seberg había hecho al Partido Pantera Negra, por un total de US $10.500 (estimado) en contribuciones; estos se anotaron entre una lista de otras celebridades en documentos internos del FBI, posteriormente desclasificados y divulgados al público bajo las solicitudes de la FOIA.
La operación del FBI contra Seberg, supervisada directamente por John Edgar Hoover, utilizó técnicas del programa COINTELPRO para acosarla, intimidarla, difamarla y desacreditarla. El objetivo declarado del FBI era una "neutralización" no especificada de Seberg con un objetivo subsidiario de «causarle vergüenza y servir para degradar su imagen ante el público», tomando las «precauciones habituales para evitar la identificación de la Oficina». La estrategia y las modalidades del FBI se pueden encontrar en sus memorandos entre oficinas. 
En 1970, el FBI creó una historia falsa de un informante con sede en San Francisco de que el bebé que esperaba Seberg no había sido engendrado por su esposo, Romain Gary, sino por Raymond Hewitt, miembro del Partido Pantera Negra. La historia fue reportada por la columnista de chismes Joyce Haber del Los Angeles Times, también fue impresa por la revista Newsweek, en la que Seberg fue nombrada directamente. Seberg entró en trabajo de parto prematuro y el 23 de agosto de 1970 dio a luz a una niña de 1,8 kg. La recién nacida murió dos días después. Seberg celebró un funeral en su ciudad natal con el ataúd abierto que permitió a los reporteros ver la piel blanca de la bebé, lo que refutó los rumores.

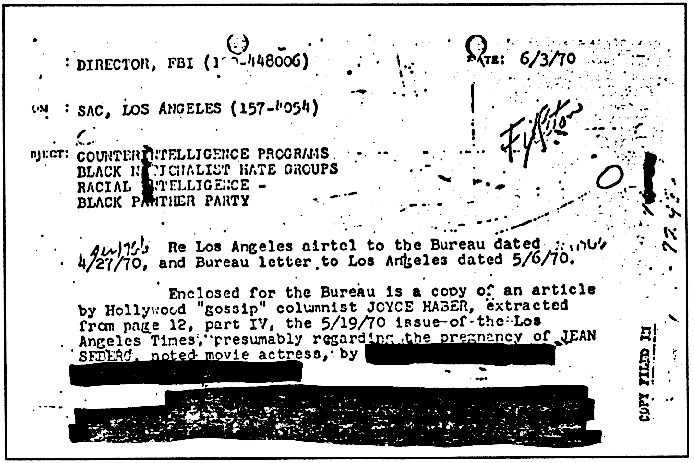
Intercambio de información entre la sede del FBI y el FBI de Los Ángeles, en planes de difamar a Jean Seberg.

Más tarde, Seberg y Gary demandaron a Newsweek por libelo y difamación, pidiendo 200.000 dólares en daños. Afirmó que se había enojado tanto después de leer la historia que tuvo un parto prematuro, que resultó en la muerte de su hija. Un tribunal de París ordenó a Newsweek que pagara a la pareja US $ 10.800 en daños y ordenó a Newsweek que imprimiera la sentencia en su publicación, además de otros ocho periódicos.
La investigación de Seberg fue mucho más allá de la publicación de artículos difamatorios. Según amigos entrevistados después de su muerte, experimentó años de vigilancia agresiva en persona (acecho constante), así como robos y otros medios de intimidación. Estos informes periodísticos dejan en claro que Seberg estaba al tanto de la vigilancia. Los archivos del FBI muestran que fue escuchada, y en 1980, Los Angeles Times publicó registros de sus llamadas telefónicas interceptadas en Suiza. La vigilancia estadounidense se desplegó mientras residía en Francia y mientras viajaba por Suiza e Italia. Los archivos del FBI revelan que la agencia se puso en contacto con el "FBI Legat" (agregados legales) en las embajadas estadounidenses en París y Roma y proporcionó archivos sobre Seberg a la CIA, el Servicio Secreto y la inteligencia militar para ayudar a monitorear a Seberg mientras estaba en el extranjero.
Los registros del FBI muestran que Hoover mantuvo informado al presidente Richard Nixon de las actividades del FBI relacionadas con el caso Seberg a través del jefe de asuntos internos de Nixon, John Ehrlichman. El fiscal general John Mitchell y el fiscal general adjunto Richard Kleindienst también fueron informados de las actividades del FBI relacionadas con Seberg. El FBI hizo su admisión inicial sobre atacar a Seberg al difundir un rumor falso poco después de que se anunciara su muerte.

### Posible lista negra de Hollywood
En la cima de su carrera, Seberg de repente dejó de actuar en películas de Hollywood. Según se informa, no estaba satisfecha con los roles que le habían ofrecido, algunos de los cuales, según ella, limitaban con la pornografía. No le ofrecieron ningún gran papel de Hollywood, independientemente de su tamaño. Los expertos en las acciones del FBI en el proyecto COINTELPRO sugieren que Seberg fue "efectivamente incluida en la lista negra" de las películas de Hollywood.

## Vida personal
El 5 de septiembre de 1958, a la edad de 19 años, Seberg se casó con François Moreuil, un abogado francés de 23 años en su Marshalltown natal, habiéndolo conocido en Francia 15 meses antes. Se divorciaron en 1960. Moreuil tenía la ambición de trabajar en el cine y dirigió a su exesposa en Love Play. Dijo que el matrimonio fue "violento" y que Seberg "se casó por todas las razones equivocadas".
Sobrevivir en Francia durante un período de tiempo, Seberg dijo en una entrevista: “Lo estoy disfrutando al máximo. He sido tremendamente afortunada de haber pasado por esta experiencia a una edad en la que todavía puedo aprender. Eso no significa que me quedaré aquí. Estoy en París porque mi trabajo está aquí. No soy una expatriada. Iré donde esté el trabajo. La vida francesa tiene sus inconvenientes. Uno de ellos es la formalidad. El sistema parece basarse en ahorrar lo máximo de ti mismo para los más cercanos. Quizás eso sea mejor que el otro extremo en Hollywood, donde las personas dan tanto de sí mismas en la vida pública que no les queda nada para sus familias. Aun así, es difícil para un estadounidense acostumbrarse. A menudo me emociono en una mesa de almuerzo solo porque la anfitriona dice discretamente que se servirá café en la otra habitación. ... Extraño esa despreocupación y amabilidad de los estadounidenses, de esas que hacen sonreír a la gente. También extraño los blue jeans, los batidos de leche, los filetes gruesos y los supermercados”.
A pesar de estancias prolongadas en los Estados Unidos, Seberg permaneció en París por el resto de su vida. En 1961 conoció al aviador francés, miembro de la resistencia francesa, novelista y diplomático Romain Gary, quien era 24 años mayor que ella y estaba casado con la autora Lesley Blanch. Seberg dio a luz a su hijo, Alexandre Diego Gary, en Barcelona el 17 de julio de 1962. El nacimiento del niño y su primer año de vida estuvieron ocultos, incluso a familiares y amigos cercanos. El divorcio entre Gary y Blanch tuvo lugar el 5 de septiembre de 1962 y se casó en secreto con Seberg el 6 de octubre de 1962 en Córcega. Durante su matrimonio con Gary, Seberg vivió en París, Grecia, el sur de Francia y Mallorca. Ella solicitó el divorcio en septiembre de 1968, el cual se consumó el 1 de julio de 1970. Vivió un romance con el escritor mexicano Carlos Fuentes. Desde 2009, su hijo reside en España, donde dirige una librería y supervisa las propiedades literarias e inmobiliarias de su padre.
El 12 de marzo de 1972, Seberg se casó con el director Dennis Berry. La pareja se separó en mayo de 1976, pero nunca se divorció. Su siguiente amante fue el aspirante a cineasta francés Jean-Claude Messager. En 1979, mientras todavía estaba legalmente casada con su exmarido Berry, Seberg pasó por "una forma de matrimonio" con el argelino Ahmed Hasni. Este la convenció de que vendiera su segundo apartamento en la Rue du Bac y se quedó con las ganancias (según se informa, 11 millones de francos en efectivo), anunciando que usaría el dinero para abrir un restaurante en Barcelona. La pareja partió hacia España, pero ella pronto regresó a París y se escondió de Hasni, quien, según Seberg, había abusado gravemente de ella.

## Muerte

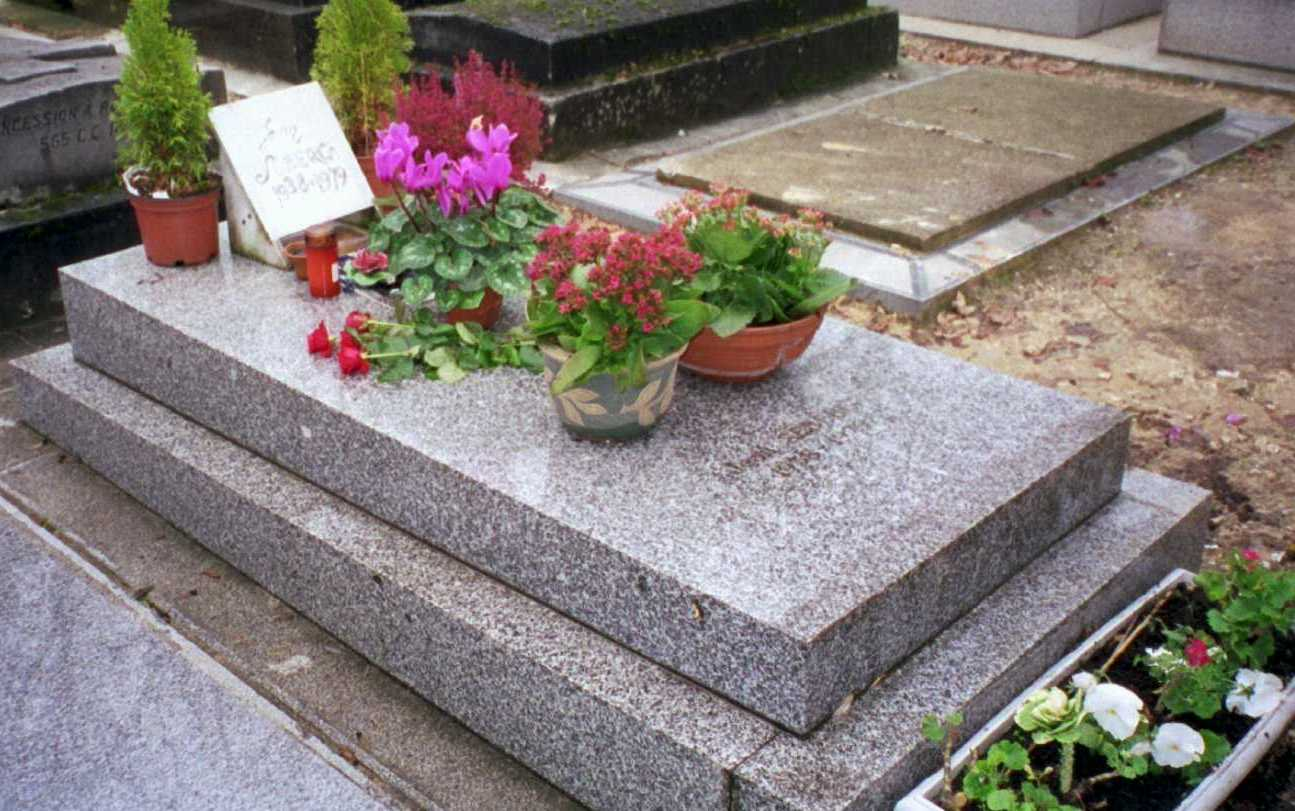
Tumba de Jean Seberg.

Seberg desapareció el 30 de agosto de 1979. Nueve días después, el 8 de septiembre, su cuerpo fue encontrado envuelto en una manta en el asiento trasero de su Renault, estacionado cerca de su apartamento de París en el distrito 16. La policía encontró un bote de barbitúricos, una botella de agua mineral vacía y una nota escrita en francés por Seberg dirigida a su hijo. En parte decía: "Perdóname. Ya no puedo vivir con mis nervios". En 1979, la policía de París dictaminó su muerte como un probable suicidio, pero al año siguiente se presentaron cargos adicionales contra personas desconocidas por "no ayudar a una persona en peligro". 
Romain Gary, el segundo marido de Seberg, convocó una conferencia de prensa poco después de su muerte en la que culpó a la campaña del FBI contra Seberg del deterioro de su salud mental. Gary afirmó que Seberg "se volvió psicótica" después de que los medios informaran la historia falsa que el FBI había filtrado insinuando que había estado embarazada de un miembro de los Black Panther en 1970. Gary afirmó que Seberg había intentado suicidarse repetidamente en los aniversarios de la muerte de la niña (25 de agosto). Su cuerpo reposa en el Cementerio de Montparnasse en París.

## Repercusiones
Seis días después del descubrimiento del cuerpo de Seberg, el FBI publicó documentos bajo la Ley de Libertad de Información admitiendo su difamación de Seberg, mientras hacía declaraciones que intentaban distanciar a la agencia de las prácticas de la era Hoover. La campaña del FBI contra Seberg fue analizada más a fondo por la revista Time en un artículo de portada titulado "El FBI contra Jean Seberg". 
En junio de 1980, la policía de París presentó cargos contra "personas desconocidas" en relación con la muerte de Seberg. La policía declaró que Seberg tenía una cantidad tan alta de alcohol en su sistema en el momento de su muerte que la habría dejado en coma e incapaz de entrar a su automóvil sin ayuda, y no se encontró alcohol en el automóvil. La policía teorizó que alguien estaba presente en el momento de la muerte de Seberg y no buscó atención médica. En diciembre de 1980, el exmarido de Seberg, Romain Gary, se suicidó. 

## En la cultura popular
- En 1983, un musical basado en la vida de Seberg llamado Jean Seberg, del libretista Julian Barry, el compositor Marvin Hamlisch y el letrista Christopher Adler, se presentó en el National Theatre de Londres.

- En 1986, la cantante pop Madonna recreó el icónico look en A bout de souffle de Seberg en su videoclip de "Papa Don't Preach", luciendo un corte de pelo rubio pixie, un jersey a rayas francesas y pantalones capri negros al estilo del personaje de Seberg en A bout de souffle.

- En 1991, la actriz Jodie Foster, fan de la actuación de Seberg en Breathless, compró los derechos cinematográficos de Played Out: The Jean Seberg Story, la biografía de Seberg de David Richards. Foster estaba lista para producir y protagonizar la película, pero el proyecto se canceló dos años después.

- En 1995, Mark Rappaport creó un documental sobre Seberg, From the Journals of Jean Seberg. Mary Beth Hurt interpretó a Seberg en una voz en off. Hurt nació en Marshalltown, Iowa en 1948, y asistió a la misma escuela secundaria que Seberg.

- El cortometraje de 2000 Je t'aime John Wayne es una parodia tributo a Breathless, con Seberg interpretada por Camilla Rutherford.

- En 2004, el autor francés Alain Absire publicó Jean S., una biografía ficticia. El hijo de Seberg, Alexandre Diego Gary, presentó una demanda, intentando sin éxito detener la publicación.

- También de 2004, Seberg es recordada en la canción de la Divina Comedia "Absent Friends":

- Desde 2011, la ciudad natal de Seberg, Marshalltown, Iowa, ha celebrado un Festival Internacional de Cine Jean Seberg anual.

- En 2019, Amazon lanzó una película original basada en la vida de Seberg llamada Seberg que se centra en su batalla contra el FBI, con el papel principal interpretado por Kristen Stewart.

## Filmografía
| Año  | Título                                | Personaje                 | Observaciones                                                              |
| ---- | ------------------------------------- | ------------------------- | -------------------------------------------------------------------------- |
| 1957 | Santa Juana                           | Santa Juana de Arco       |                                                                            |
| 1957 | Ascenseur pour l'échafaud             | Florence                  |                                                                            |
| 1958 | Buenos días, tristeza                 | Cecile                    |                                                                            |
| 1959 | The Mouse That Roared                 | Helen Kokintz             |                                                                            |
| 1960 | Al final de la escapada               | Patricia Franchini        | Título original: À bout de souffle                                         |
| 1960 | Let No Man Write My Epitaph           | Barbara Holloway          |                                                                            |
| 1961 | La récréation                         | Kate Hoover               | Título alternativo: Love Play                                              |
| 1961 | L'amant de cinq jours                 | Claire                    |                                                                            |
| 1961 | Les grandes personnes                 | Ann                       | Título alternativo: Time Out for Love                                      |
| 1962 | Congo vivo                            | Annette                   |                                                                            |
| 1963 | In the French Style                   | Christina James           |                                                                            |
| 1964 | Les plus belles escroqueries du monde | Patricia Leacock          | Episodio "Le Grand Escroc" Escenas eliminadas                              |
| 1964 | A escape libre                        | Olga Celan                | Título alternativo: Échappement libre                                      |
| 1964 | Lilith                                | Lilith Arthur             | Última película de Robert Rossen                                           |
| 1965 | Diamantenbillard                      | Bettina Ralton            |                                                                            |
| 1966 | Moment to Moment                      | Kay Stanton               |                                                                            |
| 1966 | La ligne de démarcation               | Mary, condesa de Damville |                                                                            |
| 1966 | A Fine Madness                        | Lydia West                |                                                                            |
| 1967 | Estouffade à la Caraïbe               | Colleen O'Hara            |                                                                            |
| 1967 | La route de Corinthe                  | Shanny                    |                                                                            |
| 1968 | Les oiseaux vont mourir au Pérou      | Adriana                   |                                                                            |
| 1968 | The Girls                             |                           | Documental                                                                 |
| 1969 | Pendulum                              | Adele Matthews            |                                                                            |
| 1969 | La leyenda de la ciudad sin nombre    | Elizabeth                 |                                                                            |
| 1970 | Aeropuerto                            | Tanya Livingston          |                                                                            |
| 1970 | Macho Callahan                        | Alexandra Mountford       |                                                                            |
| 1970 | Ondata di calore                      | Joyce Grasse              | Título alternativo: Dead of Summer                                         |
| 1972 | Questa specie d'amore                 | Giovanna                  | Título alternativo: This Kind of Love                                      |
| 1972 | Kill!                                 | Emily Hamilton            |                                                                            |
| 1972 | Camorra                               | Luisa                     |                                                                            |
| 1972 | L'attentat                            | Edith Lemoine             | Títulos alternativos: Plot, The French Conspiracy                          |
| 1973 | La corrupción de Chris Miller         | Ruth Miller               | Título alternativo: The Corruption of Chris Miller. [Juan Antonio Bardem]. |
| 1974 | Les hautes solitudes                  |                           | Filme mudo sin descripción de personajes                                   |
| 1974 | Ballad for the Kid                    | La star                   | Director, escritor, productora                                             |
| 1974 | Mousey                                | Laura Anderson/Richardson | Película para televisión                                                   |
| 1975 | Bianchi cavalli d'agosto              | Lea Kingsburg             |                                                                            |
| 1975 | El gran delirio                       | Emily                     | Título original: Le Grand Délire                                           |
| 1976 | The Wild Duck                         | Gina Ekdal                | Título alternativo: Die Wildente                                           |
| 1979 | Le bleu des origines                  |                           |                                                                            |
| 1980 | La légion saute sur Kolwezi           |                           | Estrenada después de su muerte                                             |

## Premios

### Premios BAFTA
| Año  | Categoría               | Película               | Resultado |
| ---- | ----------------------- | ---------------------- | --------- |
| 1962 | Mejor actriz extranjera | Al filo de la escapada | Nominada  |

### Globos de Oro
| Año  | Categoría            | Película | Resultado |
| ---- | -------------------- | -------- | --------- |
| 1965 | Mejor actriz - Drama | Lilith   | Nominada  |